# Spelunky 2
Spelunky 2 — відеогра у жанрі платформер, що вийшла у 2020 році, розроблена Mossmouth та BlitWorks для Windows та PlayStation 4. Через рік, у 2021 році вийшла версія для Nintendo Switch, а в січні 2022 року версія для Xbox One і Xbox Series X/S. Це продовження гри Spelunky 2008 року. Spelunky 2 отримала позитивні відгуки критиків.

## Ігровий процес
Як і його попередник, Spelunky 2 — це 2D-платформер. Гравець бере на себе контроль над Аною, дочкою дослідника з першої гри, яка прилетіла на Місяць, щоб знайти своїх зниклих батьків. У грі Ана повинна пересуватися смертоносними підземними печерами, заповненими ворогами та пастками, і збирати скарби. Якщо Ана помирає, то гравець починає гру з початку і втрачає всі знайдені предмети, а рівень повністю перебудовується завдяки процедурній генерації, що робить кожне проходження гри унікальним. Кожен рівень складається з двох шарів, які може дослідувати гравець. Також у гру додано новий рівень — вулкан, і нова фізична система рідин, завдяки якій рідини можуть реалістично поводити себе. Крім того, з'явилися нові монстри, пастки і тварини, на яких можна їздити. Гра також підтримує багатокористувацьку онлайн-гру для чотирьох гравців із підтримкою як кооперативних, так і змагальних режимів.

## Розробка
Дерек Ю, творець першої гри, повернувся, щоб розробити продовження. За словами Дюрека, коли він розмірковував про розвиток першої гри, коли писав про неї книгу для Boss Fight Books, у нього почало з'являтися все більше і більше ідей для продовження. Ю навмисно переконався, що гра не буде кардинально відрізнятися від першої Спелунки, оскільки він вважав, що продовження повинні бути «продовженням попередніх ігор», і що шанувальники першої гри відчуватимуть, що вони грають «продовження». У гру були додані нові функції. Дерек Ю прагнув створити ігровий світ, який відчуває себе «живим, дихаючим місцем», щоб залучити нових гравців. Щоб досягти цього, він додав багато знань та передісторії для світу та персонажів.
Sony Interactive Entertainment анонсувала гру на Тижні ігор у Парижі в жовтні 2017 року. Спочатку планувався випуск гри у 2019 році, але Дерек Ю оголосив, що гра буде відкладена до 2020 року в серпні 2019 року, оскільки на розробку потрібно більше часу. Гра була випущена для PlayStation 4 15 вересня 2020 р. а для Windows планується випустити 29 вересня 2020 р.

## Рецензії
| Агрегатор  | Оцінка                            |
| ---------- | --------------------------------- |
| Metacritic | PS4: 87/100 PC: 91/100 NS: 92/100 |

| Видання                   | Оцінка    |
| ------------------------- | --------- |
| Destructoid               | 8/10      |
| Electronic Gaming Monthly | [ 18 ]    |
| Eurogamer                 | Essential |
| Game Informer             | 9/10      |
| GameSpot                  | 8/10      |
| IGN                       | 10/10     |
| Nintendo Life             | [ 23 ]    |
| Nintendo World Report     | 8.5/10    |
| PC Gamer (США)            | 87/100    |
| PCGamesN                  | 9/10      |
| Push Square               | [ 27 ]    |
| Shacknews                 | 9/10      |
| The Guardian              | [ 29 ]    |
| USgamer                   | 4.5/5     |

За відгуками агрегатора оглядів Metacritic, гра отримала визнання критиків, коли вона вийшла, із середнім балом 91. Пишучи для The AV Club, Вільям Хьюз високо оцінив, як гра перейняла успіх оригінальної гри, та бездоганно включила нові функції.